# شفافية (اجتماعية)

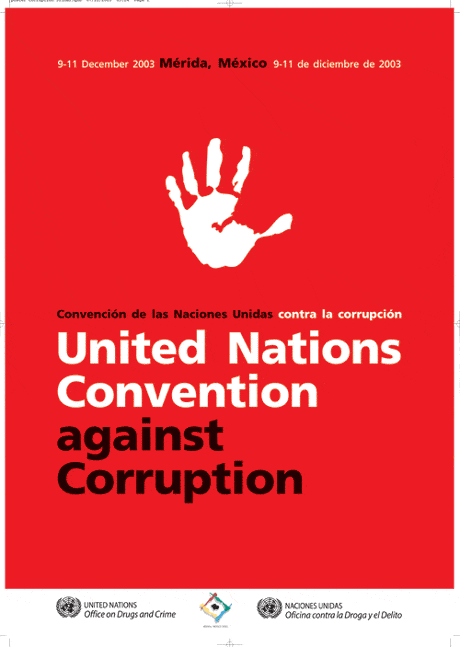
اتفاقية الأمم المتحدة لمكافحة الفساد

الشفافية هي جودة عامة. ويتم تطبيقها بواسطة مجموعة من السياسات والممارسات والإجراءات التي تتيح للمواطنين الإتاحة وصلاحية الاستخدام والإفادة والفهم والتثقيف والتدقيق للمعلومات والعمليات القائم بتنفيذها مراكز السلطة (جمعيات أو منظمات). وتعتبر ميكانيكيات التعليق ضروروية لتحقيق الهدف من الشفافية.

## الدافع
تعتبر الشفافية، على المدى الطويل، متطلبًا عامًا للمجتمعات الديموقراطية. حيث إن حق الاطلاع والوصول إلى المعلومات هو مسألة هامة في المجتمعات الحديثة.

## المجال

### الشفافية التنظيمة (لأصحاب المصالح)
تحددالشفافية في المنظمات بالأخلاق وقيمة الحقيقة (إذا كان من الممكن التحقق من قيمة الحقيقة ومدى موضوعيتها). كما لابد أيضًا من تحليل الشفافية كتأثير منظمة مرتبطة أو تابعة لأصحاب المصالح فيها. تحتاج هذه التأثيرات استنتاج ما إذا كانت أنشطة المنظمة متناسقة فيما يتعلق بمصالح المجتمع، وما إذا كانت أخلاقية، وما إذا كانت هذه الأنشطة داخل نظام مؤسسي (مدمجة داخل المنظمة).

### الشفافيةالمستهدفة (للمستهلكين)
وفقًا لفنج وآخرون تهدف الشفافية المستهدفة إلى تقليل مخاطر معينة أو مشاكل الأداء من خلال كشف انتقائي بواسطة شركات ومنظمات أخرى. تكمن براعة الشفافية المستهدفة في حشدها للاختيار الفردي، وقوى السوق، و الديمقراطية التشاركية من خلال إجراء حكومي خفيف نسبيًا".

### الشفافية الاجتماعية (للمواطنين)
تتيح الشفافية الاجتماعية للمواطنين الاطلاع أكثر وتشجع الكشف كميكانيكية تنظيم لمراكز السلطة. فهي تعتمد على الأخلاقيات والإدارة، حيث ترتكز المصالح والاحتياجات على المواطنين.

## وصلات خارجية
- Scope of Transparency
- B. Holzner & L. Holzner (2006). Transparency in Global Change: The Vanguard of the Open Society (ط. 1st). University of Pittsburgh Press.
- Lord، K. M. (2006). The Perils and Promise of Global Transparency. State University of New York Press.
- Software Transparency. Business & Information Systems Engineering 2(3): 127-139 (2010)
- Transparency versus security: early analysis of antagonistic requirements. SAC 2010: 298-305